# Fléac-sur-Seugne
Fléac-sur-Seugne és un municipi francès situat al departament del Charente Marítim i a la regió de la Nova Aquitània. L'any 2007 tenia 342 habitants.

## Demografia

### Població
El 2007 la població de fet de Fléac-sur-Seugne era de 342 persones. Hi havia 132 famílies de les quals 32 eren unipersonals (24 homes vivint sols i 8 dones vivint soles), 44 parelles sense fills, 48 parelles amb fills i 8 famílies monoparentals amb fills.
La població ha evolucionat segons el següent gràfic:
Habitants censats

### Habitatges
El 2007 hi havia 176 habitatges, 139 eren l'habitatge principal de la família, 15 eren segones residències i 22 estaven desocupats. Tots els 176 habitatges eren cases. Dels 139 habitatges principals, 122 estaven ocupats pels seus propietaris, 14 estaven llogats i ocupats pels llogaters i 3 estaven cedits a títol gratuït; 9 tenien dues cambres, 18 en tenien tres, 40 en tenien quatre i 72 en tenien cinc o més. 89 habitatges disposaven pel capbaix d'una plaça de pàrquing. A 61 habitatges hi havia un automòbil i a 64 n'hi havia dos o més.

### Piràmide de població
La piràmide de població per edats i sexe el 2009 era:
| Homes | Edats   | Dones |
| ----- | ------- | ----- |
| 0     | 95 o +  | 0     |
| 0     | 90 a 94 | 0     |
| 12    | 85 a 89 | 4     |
| 0     | 80 a 84 | 4     |
| 12    | 75 a 79 | 12    |
| 0     | 70 a 74 | 8     |
| 12    | 65 a 69 | 12    |
| 4     | 60 a 64 | 8     |
| 16    | 55 a 59 | 8     |
| 12    | 50 a 54 | 8     |
| 12    | 45 a 49 | 8     |
| 12    | 40 a 44 | 20    |
| 16    | 35 a 39 | 12    |
| 4     | 30 a 34 | 8     |
| 0     | 25 a 29 | 0     |
| 8     | 20 a 24 | 0     |
| 20    | 15 a 19 | 8     |
| 4     | 10 a 14 | 24    |
| 16    | 5 a 9   | 16    |
| 8     | 0 a 4   | 8     |

## Economia
El 2007 la població en edat de treballar era de 217 persones, 152 eren actives i 65 eren inactives. De les 152 persones actives 137 estaven ocupades (70 homes i 67 dones) i 15 estaven aturades (3 homes i 12 dones). De les 65 persones inactives 28 estaven jubilades, 10 estaven estudiant i 27 estaven classificades com a «altres inactius».

### Ingressos
El 2009 a Fléac-sur-Seugne hi havia 156 unitats fiscals que integraven 378 persones, la mediana anual d'ingressos fiscals per persona era de 16.757 €.

### Activitats econòmiques
Dels 6 establiments que hi havia el 2007, 3 eren d'empreses de construcció, 1 d'una empresa de serveis i 2 d'empreses classificades com a «altres activitats de serveis».
Dels 3 establiments de servei als particulars que hi havia el 2009, 1 era una fusteria, 1 lampisteria i 1 perruqueria.
L'any 2000 a Fléac-sur-Seugne hi havia 8 explotacions agrícoles que ocupaven un total de 258 hectàrees.

## Equipaments sanitaris i escolars
El 2009 hi havia una escola maternal integrada dins d'un grup escolar amb les comunes properes formant una escola dispersa.

## Poblacions més properes
El següent diagrama mostra les poblacions més properes.